# 李翼文
李翼文（英文名：Color，1949年6月15日—），现任雄狮铅笔董事长、国际扶轮台湾总会副理事长。李翼文从小喜欢运动，从建国中学到台湾大学土木系就读时都参加田径队，毕业后至父亲创立的雄狮铅笔上班，在40岁时到政治大学企家班就读两年，50岁时至美国杜兰大学就读硕士在职专班。2009年至2012年间李翼文曾担任台北市生命线协会理事长。除此之外，李翼文还曾担任十六、十七届台湾区教育用品公会理事长，并担任喜愿基金会志工。

## 扶轮经历
- 1979年加入台北北区扶轮社
- 1990年加入台北中山扶轮社
- 1991至1992年担任台北首都扶轮社创社社长、理事
- 2003至2004年担任国际扶轮3520地区总监
- 2006至2007年担任地区谘询委员、训练委员会主委[7]。